# That's Christmas to Me
| Đánh giá chuyên môn | Đánh giá chuyên môn |
| Nguồn đánh giá      | Nguồn đánh giá      |
| Nguồn               | Đánh giá            |
| ------------------- | ------------------- |
| Allmusic            | [ 1 ]               |
| Los Angeles Times   | [ 2 ]               |
| Chicago Suntimes    | [ 3 ]               |
| FDRMX               | [ 4 ]               |
| Renowned for Sound  | [ 5 ]               |
| Pop Dust            | [ 6 ]               |

That's Christmas to Me là album phòng thu thứ hai của nhóm nhạc a cappella Pentatonix. Đây là album thứ sáu và cũng là album ngày lễ thứ hai của nhóm sau EP PTXmas phát hành năm 2012. Không giống với album phòng thu đầu tay PTX, Vols. 1 & 2, album này chỉ bao gồm thêm những bài hát chưa được phát hành trong các album trước (trừ "Let It Go", một bài hát thêm cho phiên bản tiếng Nhật của album Vols. 1 & 2). Tựa đề album được đặt theo tên bài hát gốc duy nhất trong album.
Album phát hành vào ngày 21 tháng 10 năm 2014 thông qua hãng RCA Records, đạt đến vị trí á quân bảng xếp hạng US Billboard 200, và được RIAA chứng nhận Bạch kim vào ngày 24 tháng 12 năm 2014 với doanh số đạt 1,14 triệu bản. Đây là album bán chạy thứ tư trong năm 2014, đồng thời cũng là album ngày lễ của một nhóm nhạc đạt vị trí xếp hạng cao nhất kể từ năm 1962. Tính đến tháng 12 năm 2015, album đã bán được 1.620.000 bản trên thị trường Hoa Kỳ.

## Phát hành và quảng bá
Album phát hành vào ngày 21 tháng 10 năm 2014 thông qua hãng RCA. Tên của album được đặt theo tên bài hát đầu tay của Pentatonix, bài hát gốc duy nhất có trong album.
Trong tháng 11 năm 2014, Pentatonix được đạo diễn, nhà sản xuất, nhà văn Baz Luhrmann mời đến dự sự kiện khai trương màn hình Holiday Window của Barneys (một triển lãm gồm những đồ vật được đặt ở các cửa ra vào của trung tâm mua sắm của Barney và được ngăn cách bởi những ô cửa kính khiến chúng trông giống những màn hình) tại thành phố New York. Pentatonix đã biểu diễn trong đêm khai trương một liên khúc các bài hát trong That's Christmas to Me.
Vào ngày 27 tháng 11 năm 2014, Pentatonix đã góp mặt trong lễ diễu hành mừng ngày lễ Tạ ơn của Macy (Macy's Thanksgiving Parade) được tổ chức thường niên tại thành phố New York và biểu diễn bài hát "Santa Claus is Coming to Town" trên đoàn xe Homewood Suities. Pentatonix cũng biểu diễn bài hát này cùng với bài "Sleigh Ride" trong chương trình đặc biệt Christmas in Rockefeller Center được tổ chức hằng năm của đài NBC vào ngày 3 tháng 12 năm 2014.
Sau đó, Pentatonix trở lại chương trình truyền hình The Sing-Off và biểu diễn một liên khúc các bài hát từ album vào tập đặc biệt cho ngày lễ của mùa thứ 5. Tập này lên sóng vào ngày 17 tháng 12 năm 2014.

## Diễn biến thương mại
That's Christmas to Me đạt vị trí #2 trên bảng xếp hạng Billboard 200 của Mĩ và đạt vị trí #4 trên bảng xếp hạng Billboard Canadian Albums Chart. Album cũng đạt các vị trí trung bình trên bảng xếp hạng của các quốc gia khác, trong đó có Úc, New Zealand và Na Uy.
Trong tháng 12 năm 2014, That's Christmas to Me đã được Hiệp hội Công nghiệp ghi âm Hoa Kỳ (RIAA) chứng nhận vàng với doanh số 823.000 bản tính đến 17 tháng 12 năm 2014. Điều này giúp cho album trở thành album đầu tiên của nhóm được chứng nhận tại Hoa Kỳ. Nhờ album, Pentatonix trở thành nghệ sĩ đầu tiên đồng thời nắm giữ hai vị trí quán quân trên bảng xếp hạng Billboard Holiday Albums và bảng xếp hạng Billboard Holiday Songs kể từ khi bảng xếp hạng Holiday 100 đi vào hoạt động như là một bảng xếp hạng đa-số-liệu vào tháng 12 năm 2011. Album này cũng là album ngày lễ của một nhóm nhạc đạt vị trí cao nhất trên các bảng xếp hạng kể từ năm 1962. Tính đến cuối năm 2014, album đã bán được 1,14 triệu bản, trở thành album Giáng Sinh bán chạy nhất năm 2014 với doanh thu gấp lần 4 lần album bán chạy thứ nhì, Holiday Wishes của Idina Menzel. Đồng thời, album cũng trở thành album thứ tư cán mốc 1 triệu bản tiêu thụ của năm 2014, đứng sau In The Lonely Hour của Sam Smith, 1989 của Taylor Swift và album nhạc phim, Frozen của Disney. Album đã đạt doanh số 1.620.000 bản tính đến cuối năm 2015.
Phiên bản hát lại bài hát "Mary, Did You Know ?" của nhóm đều ra mắt và đạt vị trí #26 trên bảng xếp hạng Billboard Hot 100, vị trí #27 trên bảng xếp hạng Billboard Adult Contemporary và vị trí #44 trên bảng xếp hạng Billboard Canadian Hot 100. Bài hát chủ đề của album, "That's Christmas to Me" cũng đạt vị trí #8 trên bảng xếp hạng Adult Contemporary. Trong mùa lễ Giáng sinh, bảy bài hát trong album đã xuất hiện trên bảng xếp hạng Billboard Holiday Digital Songs: "Mary, Did You Know" tại ngôi quán quân, "White Winter Hymnal" tại ngôi á quân, "Silent Night" tại vị trí #5, "Dance of the Sugar Plum Fairy" tại vị trí #8, "Sleigh Ride" tại vị trí #12, "That's Christmas to Me" tại vị trí #16 và "Hark! The Herald Angels Sing" tại vị trí #17.

## Danh sách và thứ tự các bài hát
Tất cả bài hát được sắp xếp bởi Pentatonix và Ben Bram.
| That's Christmas to Me — Phiên bản chuẩn | That's Christmas to Me — Phiên bản chuẩn                              | That's Christmas to Me — Phiên bản chuẩn   | That's Christmas to Me — Phiên bản chuẩn |
| STT                                      | Nhan đề                                                               | Hát chính                                  | Thời lượng                               |
| ---------------------------------------- | --------------------------------------------------------------------- | ------------------------------------------ | ---------------------------------------- |
| 1.                                       | "Hark! The Herald Angels Sing"                                        | Scott Hoying                               | 3:12                                     |
| 2.                                       | "White Winter Hymnal"                                                 | Pentatonix                                 | 2:47                                     |
| 3.                                       | "Sleigh Ride"                                                         | Kirstie Maldonado                          | 2:16                                     |
| 4.                                       | "Winter Wonderland" / "Don't Worry Be Happy" (hợp tác với Tori Kelly) | Hoying, Kelly                              | 3:27                                     |
| 5.                                       | "That's Christmas to Me"                                              | Hoying, Mitch Grassi, Avi Kaplan           | 3:02                                     |
| 6.                                       | "Mary, Did You Know?"                                                 | Hoying, Kaplan, Maldonado, Grassi, Olusola | 3:23                                     |
| 7.                                       | "Dance of the Sugar Plum Fairy"                                       | Pentatonix                                 | 2:06                                     |
| 8.                                       | "It's the Most Wonderful Time of the Year"                            | Kaplan                                     | 3:05                                     |
| 9.                                       | "Santa Claus Is Coming to Town"                                       | Hoying, Grassi, Maldonado                  | 2:42                                     |
| 10.                                      | "Silent Night"                                                        | Pentatonix                                 | 3:13                                     |
| 11.                                      | "Let It Go"                                                           | Grassi, Maldonado                          | 3:26                                     |
| Tổng thời lượng:                         | Tổng thời lượng:                                                      | Tổng thời lượng:                           | 32:39                                    |

| That's Christmas to Me — Phiên bản cao cấp | That's Christmas to Me — Phiên bản cao cấp        | That's Christmas to Me — Phiên bản cao cấp |
| STT                                        | Nhan đề                                           | Thời lượng                                 |
| ------------------------------------------ | ------------------------------------------------- | ------------------------------------------ |
| 12.                                        | "Joy to the World"                                | 2:19                                       |
| 13.                                        | "Just for Now"                                    | 3:19                                       |
| 14.                                        | "The First Noel"                                  | 3:39                                       |
| 15.                                        | "Have Yourself a Merry Little Christmas"          | 3:22                                       |
| 16.                                        | "Mary, Did You Know" (hợp tác với The String Mob) | 3:22                                       |
| Tổng thời lượng:                           | Tổng thời lượng:                                  | 48:40                                      |

| That's Christmas to Me — Bài hát thêm cho phiên bản phát hành trên thị trường Nhật Bản | That's Christmas to Me — Bài hát thêm cho phiên bản phát hành trên thị trường Nhật Bản | That's Christmas to Me — Bài hát thêm cho phiên bản phát hành trên thị trường Nhật Bản |
| STT                                                                                    | Nhan đề                                                                                | Thời lượng                                                                             |
| -------------------------------------------------------------------------------------- | -------------------------------------------------------------------------------------- | -------------------------------------------------------------------------------------- |
| 12.                                                                                    | "Angels We Have Heard on High"                                                         | 3:41                                                                                   |
| 13.                                                                                    | "O Come, O Come Emmanuel"                                                              | 3:35                                                                                   |
| 14.                                                                                    | "Carol of the Bells"                                                                   | 3:13                                                                                   |
| 15.                                                                                    | "The Christmas Song (Chestnuts Roasting on an Open Fire)"                              | 3:43                                                                                   |
| 16.                                                                                    | "O Holy Night"                                                                         | 2:25                                                                                   |
| 17.                                                                                    | "This Christmas"                                                                       | 4:23                                                                                   |
| 18.                                                                                    | "Little Drummer Boy"                                                                   | 4:15                                                                                   |
| 19.                                                                                    | "Go Tell It on the Mountain"                                                           | 3:04                                                                                   |
| 20.                                                                                    | "Christmas Eve"                                                                        | 2:39                                                                                   |
| Tổng thời lượng:                                                                       | Tổng thời lượng:                                                                       | 63:37                                                                                  |

| That's Christmas to Me — CD phát hành độc quyền trên QVC | That's Christmas to Me — CD phát hành độc quyền trên QVC | That's Christmas to Me — CD phát hành độc quyền trên QVC |
| STT                                                      | Nhan đề                                                  | Thời lượng                                               |
| -------------------------------------------------------- | -------------------------------------------------------- | -------------------------------------------------------- |
| 1.                                                       | "Angels We Have Heard on High"                           | 3:41                                                     |
| 2.                                                       | "Carol of the Bells"                                     | 3:13                                                     |
| 3.                                                       | "Little Drummer Boy"                                     | 4:15                                                     |
| 4.                                                       | "O Holy Night"                                           | 2:25                                                     |
| Tổng thời lượng:                                         | Tổng thời lượng:                                         | 13:34                                                    |

## Danh sách thực hiện
- Mitch Grassi — Giọng phản nam cao chính, hát nền
- Scott Hoying — Giọng nam trung chính, hát nền
- Kirstie Maldonado — Giọng nữ trung chính, hát nền
- Avi Kaplan — Giọng nam trầm chính, hát nền
- Kevin Olusola — Giọng giả âm thanh nhạc cụ (vocal percussion), hát nền

Hỗ trợ thực hiện
- Pentatonix, Ben Bram - sản xuất
- Tori Kelly - hát chính trong "Winter Wonderland" / "Don't Worry Be Happy"

## Vị trí trên các bảng xếp hạng
| Bảng xếp hạng (2014 - 2015)         | Vị trí cao nhất |
| ----------------------------------- | --------------- |
| Album Úc (ARIA)                     | 21              |
| Album Áo (Ö3 Austria)               | 11              |
| Album Bỉ (Ultratop Vlaanderen)      | 192             |
| Album Canada (Billboard)            | 4               |
| Album Hà Lan (Album Top 100)        | 52              |
| Album Đức (Offizielle Top 100)      | 96              |
| Album New Zealand (RMNZ)            | 23              |
| Album Na Uy (VG-lista)              | 11              |
| Album Thụy Điển (Sverigetopplistan) | 23              |
| Album Thụy Sĩ (Schweizer Hitparade) | 68              |
| Album Hoa Kỳ Billboard 200          | 2               |
| Album Hoa Kỳ Digital (Billboard)    | 1               |

| Bảng xếp hạng (2015)              | Vị trí |
| --------------------------------- | ------ |
| Canada Albums (Billboard)         | 20     |
| Hoa Kỳ Billboard 200              | 14     |
| Hoa Kỳ Digital Albums (Billboard) | 12     |

## Chứng nhận
| Quốc gia                                                                           | Chứng nhận | Số đơn vị/doanh số chứng nhận |
| ---------------------------------------------------------------------------------- | ---------- | ----------------------------- |
| Canada (Music Canada)                                                              | Vàng       | 40.000^                       |
| Hoa Kỳ (RIAA)                                                                      | Bạch kim   | 1.620.000                     |
| * Chứng nhận dựa theo doanh số tiêu thụ. ^ Chứng nhận dựa theo doanh số nhập hàng. |            |                               |